# Actes de l'Amérique du Nord britannique
Les Actes de l'Amérique du Nord britannique  (AANB ; en anglais : British North America Acts) sont un ensemble de lois du Parlement britannique et du Parlement du Canada adoptées de 1867 à 1975 qui établissent, puis modifient successivement, la Constitution du Canada.

## Acte de l'Amérique du Nord britannique de 1867
La plus importante loi de la série est entrée en vigueur le 1er juillet 1867. Elle crée le Dominion du Canada par l'union de trois colonies de l'Empire britannique : la province du Canada (qui sera subdivisée en deux provinces : l'Ontario et le Québec), le Nouveau-Brunswick et la Nouvelle-Écosse. Cette loi comprenant 147 articles et cinq annexes à l'origine établit les dispositions de la Loi constitutionnelle de 1867 qui fait partie de la Constitution du Canada actuel. Avec les modifications qui lui sont apportées, elle est toujours en vigueur aujourd'hui.
Le projet de loi est approuvé par la Chambre des communes le 8 mars suivant. Elle reçoit le 29 mars la sanction royale et est proclamée le 24 mai par la reine Victoria. Le jour choisi pour l'entrée en vigueur de la nouvelle loi était le 1er juillet suivant, et maintenant, cette date est la Fête du Canada. La Constitution du Canada n'a pas fait l'objet d'un consentement ou d'une consultation populaire au niveau fédéral.
En 1870, la province du Manitoba et les Territoires du Nord-Ouest se rallient au Dominion tandis qu'en 1871, la Colombie-Britannique s'y joint de même que l'Île-du-Prince-Édouard en 1873.
Depuis 1982, l'Acte de l'Amérique du Nord britannique de 1867 est officiellement connu sous le nom de Loi constitutionnelle de 1867.

## Actes subséquents
D'autres lois subséquentes du Parlement britannique, portant elles aussi le nom d'AANB et ayant pour effet de modifier l'Acte de l'Amérique du Nord britannique de 1867 (et donc la constitution du Canada), sont adoptées entre 1871 et 1975. On distingue entre eux les différents AANB successifs par la mention, dans le titre de chacun d'eux, de l'année au cours de laquelle il est adopté. Outre l'AANB originel de 1867, les autres AANB sont ceux de 1871, 1886, 1907, 1915, 1916*, 1930, 1940, 1943*, 1946*, 1949, 1949 (No 2)*, 1951*, 1952*, 1960, 1964, 1965, 1974, 1975 et 1975 (No 2). Ceux suivis du signe (*) sont, depuis, abrogés.
Par ailleurs, le Statut de Westminster de 1931 avait accordé la souveraineté législative complète au Canada et aux autres dominions britanniques. Toutefois, avant la Loi constitutionnelle de 1982, une partie importante des dispositions des Actes de l’Amérique du Nord britannique étaient exclues de l'opération du Statut de Westminster de 1931 et seul le Parlement britannique pouvait les modifier. Chaque province fédérée possédait déjà depuis 1867 le pouvoir de modifier elle-même les dispositions constitutionnelles des Actes de l'Amérique du Nord britannique relatives à sa propre constitution (institutions étatiques provinciales, pouvoirs législatif, exécutif, notamment, à l'exception de la charge de lieutenant gouverneur). Le Parlement fédéral obtient un pouvoir semblable en 1949 lui permettant de modifier les dispositions constitutionnelles des AANB relatives aux institutions étatiques purement fédérales. Cependant, la modification des autres dispositions des AANB, notamment celles qui concernent le partage des compétences entre les deux ordres de gouvernement, nécessitait légalement le recours au Parlement britannique.
La Loi de 1982 sur le Canada, qui est aussi une loi du Parlement britannique, est venue couper les derniers liens juridiques entre le Royaume-Uni et le Canada. La Loi constitutionnelle de 1982, qui est une loi canadienne, est alors devenue une partie de la Constitution du Canada. Il est à noter que le Québec a refusé d'adhérer à cette Loi constitutionnelle de 1982.
En cette même occasion, chaque AANB qui demeurait en vigueur après l'adoption de la Loi constitutionnelle de 1982 a été renommé selon la formule « Loi constitutionnelle de (année) ».  Les AANB abrogés n'ont pas été renommés.

### De 1871
L'Acte de l'Amérique du Nord britannique de 1871 (34-35 Victoria, c. 28), adopté le 29 juin 1871, ratifie deux lois adoptées par le Parlement du Canada, l'Acte de 1869 concernant le territoire du Nord-Ouest et l'Acte du Manitoba de 1870 (Loi de 1870 sur le Manitoba), et autorise la création de provinces additionnelles sur des territoires non compris dans une province.  Il accorde au Canada l'autorisation de créer de nouvelles provinces et de nouveaux territoires ainsi que de modifier les frontières des provinces avec l'accord des provinces concernées. Il reconnaît ainsi la création de la province du Manitoba et l'intégration au Canada de la Terre de Rupert et des Territoires du Nord-Ouest, ce qui permettra au Parlement canadien et aux législatures de l'Ontario et du Québec d'agrandir les frontières de l'Ontario et du Québec pour intégrer une partie de ces nouveaux territoires.

### De 1886
L'Acte de l'Amérique du Nord britannique de 1886  (49-50 Victoria, c. 35), adopté le 25 juin 1886, autorise le Parlement du Canada à pourvoir à la représentation, au Sénat et à la Chambre des communes, des territoires non compris dans une province.

### De 1907
L'Acte de l'Amérique du Nord britannique de 1907  (7 Édouard VII, c. 11), adopté le 9 août 1907, établit une nouvelle formule de répartition des subsides fédéraux aux provinces et abroge en pratique l'article 118 de l'AANB de 1867.  Cette modification constitutionnelle s'est faite avec l'accord des provinces.

### De 1915
L'Acte de l'Amérique du Nord britannique de 1915  (5-6 George V, c. 45), adopté le 19 mars 1915, modifie implicitement l'article 22 de l'AANB de 1867 et y ajoute un nouvel article 51A. Cet AANB augmente le nombre de sénateurs en ajoutant, pour représenter les provinces de l'ouest canadien, une quatrième division sénatoriale, laquelle comprend 24 sénateurs, c'est-à-dire le même nombre de sénateurs que chacune des trois autres divisions formées respectivement par l'Ontario, le Québec et les provinces de l'Atlantique. Il prévoit de plus l'addition de six sénateurs supplémentaires pour représenter Terre-Neuve, dans l'éventualité ou cette colonie britannique se joindrait à la confédération canadienne (ce qui se produira en 1949). Quant au nouvel article 51A, il dispose qu'une province aura toujours droit à un nombre de députés à la Chambre des communes qui ne soit pas inférieur au nombre de sénateurs qui lui sont alloués. Le gouvernement fédéral n'a pas consulté les provinces pour proposer cette modification constitutionnelle.

### De 1916
L'Acte de l'Amérique du Nord britannique de 1916  (6-7 George V, c. 19), adopté le 1er juin 1916, prolonge la durée de la législature fédérale en cours (la 12e législature) jusqu'au 7 octobre 1917, c'est-à-dire d'un an au-delà de la durée maximale de cinq ans prévue par l'article 50 de l'AANB de 1867. Cette loi a été abrogée le 22 décembre 1927.

### De 1930
L'Acte de l'Amérique du Nord britannique de 1930  (20-21 George V, c. 26), adopté le 10 juillet 1930, confirme les accords relatifs aux ressources naturelles entre le fédéral et plusieurs provinces.  Ces accords accordent aux provinces de la Colombie-Britannique, de l'Alberta, du Manitoba et de la Saskatchewan des droits sur certaines ressources naturelles qui se trouvent sur des terres de la Couronne contrôlées par le fédéral.

### De 1940
L'Acte de l'Amérique du Nord britannique de 1940  (3-4 George VI, c. 36), adopté le 10 juillet 1940, ajoute un nouveau paragraphe 2A à l'article 91 de l'AANB de 1867, accordant ainsi au Parlement fédéral la compétence exclusive de légiférer en matière d'assurance-chômage. Depuis la confédération de 1867, il s'agit du premier transfert constitutionnel d'une compétence d'un ordre de gouvernement à un autre. En 1937, un jugement avait déclaré l'emploi et l'assurance-chômage comme faisant partie de la compétence des provinces en vertu du paragraphe 13 de l'article 92 de l'AANB de 1867.  Cette modification constitutionnelle fait suite à une des recommandations de la commission Rowell-Sirois et à trois années de négociation entre le fédéral et les provinces.

### De 1943
L'Acte de l'Amérique du Nord britannique de 1943  (6-7 George VI, c. 30), adopté le 22 juillet 1943, retarde jusqu'après la guerre l'application de l'article 51 de l'AANB de 1867 qui prévoit le réajustement de la représentation des provinces à la Chambre des communes en fonction de la population, donc du recensement ayant eu lieu en 1941. Le Québec, la Saskatchewan et le Manitoba s'opposent à cette modification constitutionnelle. Le fédéral considère que cette question ne relève pas des provinces. Cette loi a été abrogée le 17 avril 1982.

### De 1946
L'Acte de l'Amérique du Nord britannique de 1946  (9-10 George VI, c. 63), adopté le 26 juillet 1946, abroge l'article 51 de l'AANB de 1867 et le remplace par un nouvel article 51. Il s'agit d'une modification de la formule de répartition des sièges des provinces et territoires à la Chambre des communes. Cette loi a été abrogée le 17 avril 1982.

### De 1949
L'Acte de l'Amérique du Nord britannique de 1949  (12-13 George VI, c. 22), adopté le 23 mars 1949, ratifie les conditions d'union entre le Canada et Terre-Neuve. Terre-Neuve devenait ainsi la dixième province du Canada.  Cet AANB a été renommé Loi sur Terre-Neuve le 17 avril 1982.

### De 1949 (numéro 2)
L'Acte de l'Amérique du Nord britannique de 1949 (numéro 2)  (13 George VI, c. 81), adopté le 16 décembre 1949, ajoute un nouveau paragraphe à l'article 91 de l'AANB de 1867, permettant de façon limitée au Parlement du Canada d'amender la constitution du Canada en ce qui concerne les aspects qui n'affectent pas les provinces. Chaque province possédait déjà le pouvoir d'amender unilatéralement sa propre constitution. L'intervention du Parlement britannique demeure toutefois nécessaire pour les changements constitutionnels plus généraux, notamment ceux qui concernent à la fois le fédéral et les provinces. Cette loi a été abrogée le 17 avril 1982, les modalités de modification de la Constitution du Canada étant maintenant énoncées dans la partie V de la Loi constitutionnelle de 1982.

### De 1951
L'Acte de l'Amérique du Nord britannique de 1951  (14-15 George VI, c. 32), adopté le 31 mai 1951, ajoute un nouvel article 94A à l'AANB de 1867, autorisant le Parlement canadien à légiférer concurremment avec les provinces en matière de pensions de vieillesse. Cette modification constitutionnelle s'est faite avec l'accord de toutes les provinces. Cette loi a été abrogée le 17 avril 1982.

### De 1952
L'Acte de l'Amérique du Nord britannique de 1952  (S.R.C. 1952, c. 304), adopté par le Parlement du Canada, abroge et remplace de nouveau l'article 51 de l'AANB de 1867 tel qu'il avait été édicté par l'AANB de 1946. Il modifie le nombre de sièges à la Chambre des communes et limite à 15 % le nombre de sièges pouvant être perdus par une province  à la suite d'un réajustement basé sur un recensement et il accorde au territoire du Yukon un député à la Chambre des communes.  Il s'agit du premier AANB adopté par le Parlement du Canada plutôt que par le Parlement britannique, cela en vertu de l'article 91(1) de l'AANB de 1867 qui avait ajouté par l'AANB de 1949 (numéro 2). Cette loi a été abrogée le 17 avril 1982.

### De 1960
L'Acte de l'Amérique du Nord britannique de 1960  (9 Élisabeth II, c. 2), adopté le 20 décembre 1960 et entré en vigueur le 1er mars 1961, modifie l'article 99 de l'AANB de 1867 pour instaurer la retraite obligatoire à 75 ans pour les juges des cours supérieures.

### De 1964
L'Acte de l'Amérique du Nord britannique de 1964  (12-13 Élisabeth II, c 73), adopté le 31 juillet 1964, modifie l'article 94A de l'AANB de 1867, qui y avait été ajouté par l'AANB de 1951, en élargissant la compétence fédérale en matière de pensions et de prestations additionnelles, tout en préservant la compétence provinciale sur le même sujet.

### De 1965
L'Acte de l'Amérique du Nord britannique de 1965  (S.C. 1965, c. 4), adopté par le Parlement du Canada et entré en vigueur le 1er juin 1965, modifie l'article 29 de l'AANB de 1867 pour instaurer la retraite obligatoire à 75 ans pour les sénateurs.  Il s'agit du deuxième AANB adopté par le Parlement du Canada en vertu de l'article 91(1).

### De 1974
L'Acte de l'Amérique du Nord britannique de 1974  modifie les règles de réajustement de la répartition des sièges à la Chambre des communes.

### De 1975
L'Acte de l'Amérique du Nord britannique de 1975  augmente à deux le nombre de députés des Territoires du Nord-Ouest à la Chambre des communes.

### De 1975 (numéro 2)
L'Acte de l'Amérique du Nord britannique de 1975 (numéro 2)  augmente le nombre des sénateurs de 102 à 104, et alloue un siège au territoire du Yukon et un siège aux Territoires du Nord-Ouest.